# Sclateria naevia
Sclateria naevia là một loài chim trong họ Thamnophilidae.